# Kanton Ugine
Kanton Ugine is een kanton van het Franse departement Savoie. Kanton Ugine maakt deel uit van het arrondissement Albertville en telt 17.522 inwoners in 2018.

## Gemeenten
Het kanton Ugine omvatte tot 2014 de volgende gemeenten:
- Cohennoz
- Crest-Voland
- Flumet
- La Giettaz
- Marthod
- Notre-Dame-de-Bellecombe
- Saint-Nicolas-la-Chapelle
- Ugine (hoofdplaats)

Door de herindeling van de kantons bij decreet van 27 februari 2014 met uitwerking op 22 maart 2015, werden daar alle gemeenten uit de opgeheven kanton Beaufort en 4 gemeenten van het kanton Albertville-Nord aan toegevoegd: 
- Beaufort
- Césarches
- Hauteluce
- Pallud
- Queige
- Thénésol
- Venthon
- Villard-sur-Doron